# Atheta excelsa
Atheta excelsa är en skalbaggsart som beskrevs av Max Bernhauer 1911. Atheta excelsa ingår i släktet Atheta, och familjen kortvingar. Arten är reproducerande i Sverige.